# Абдураимов, Азамат Берадорович
Азама́т Берадо́рович Абдураи́мов (узб. Azamat Birodarovich Abduraimov; род. 27 апреля 1966, Ташкент) — советский и узбекский футболист, выступавший на позиции нападающего, футбольный тренер. В 1992—1997 годах выступал за национальную сборную Узбекистана. Чемпион Азиатских игр 1994 года в составе сборной Узбекистана. Сын советского футболиста и тренера — Берадора Абдураимова. Братья Джасур и Баходыр — также профессиональные футболисты.
Окончил факультет журналистики ТашГУ. Выпускник Высшей школы тренеров России (2006).

## Биография
Азамат Абдураимов родился 27 апреля 1966 года в Ташкенте, в день когда произошло разрушительное ташкентское землетрясение. Детство провёл в Москве, куда в 1969 году переехал его отец по приглашению Всеволода Боброва в ЦСКА. В детстве активно занимался хоккеем и футболом, но в итоге окончательный выбор пал на футбол.

### Клубная карьера
Воспитанник ФШМ. В этой же команде начал свои выступления в большом футболе.
В 1984 некоторое время провёл в дубле московского «Спартака», после чего был отправлен на «воинскую службу» в СКА (Ростов-на-Дону) (9 игр в дубле). Затем, транзитом через ЦСКА-2, был зачислен в «Пахтакор», игравший в первой лиге. В то время клуб возглавил Берадор Абдураимов, который и позвал сына в Ташкент.
В ташкентском клубе провёл четыре года. В начале 1990 получил приглашение перейти в «Спартак», но отказался. Тем не менее, в середине года оказался в «Спартаке», поскольку не сложились отношения с новым тренером «Пахтакора» Фёдором Новиковым.
Со второй половины 1990 года играл в Москве — за «Спартак» провёл три игры в высшей лиге. Однако чаще играл за дубль «Спартака» — 9 игр, 7 мячей. Сезон 1991 года провёл в другом клубе высшей лиге — «Памире», куда сам попросился в аренду.
В 1992 непродолжительное время выступал за клуб «Мохаммедан» (Дакка) из Бангладеш вместе с другими экс-спартаковцами — Сергеем Новиковым и Борисом Кузнецовым. В Бангладеш стал лучшим бомбардиром чемпионата с 17 мячами, поставил один рекордов чемпионата — забил в трёх подряд играх 10 мячей (два хет-трика и покер).
В середине года вернулся в Узбекистан, играл за «Навбахор» и ЦСКА (Ташкент).
В 1994 подписал годичный контракт с клубом «Паханг».
В 1995 некоторое время выступал в высшей лиге Узбекистана, после чего принял приглашение клуба из Саудовской Аравии «Аль-Вахда». В 1996 вернулся в «Пахтакор», где провёл несколько лет.
В 2000 короткое время играл за индийский «Салгаокар», а по возвращении — снова за «Пахтакор». Последними клубами в большом футболе стали «Дустлик» и «НПУ-Азия». В последнем клубе работал одновременно и тренером.
Завершал карьеру игрока в мини-футбольном клубе «Ардус», где также был главным тренером. Вместе с клубом стал чемпионом страны. С 2003 возглавлял Сборную Узбекистана по мини-футболу. В 2005 покинул оба эти поста.

### Карьера в сборной
В составе национальной сборной Узбекистана провёл 21 матч, забил 11 мячей. Чемпион Азиатских игр 1994 года. Автор победного мяча в полуфинале АИ-94 в ворота сборной Южной Кореи. Автор одного из мячей в ворота сборной Китая в финале АИ-94.

### Тренерская карьера
В 2004 поступил ВШТ, которую окончил в 2006 году. За время обучения стажировался в леверкузенском «Байере». C 2005 работал генеральным директором фонда «Отечественный футбол», созданного при российском футбольном союзе. Был специальным представителем федерации футбола в Москве.
В 2008 (с октября) был спортивным директором «Бунёдкора». В 2009—2010 — главный тренер «Динамо» (Самарканд).
В 2012 был тренером молодёжной сборной Узбекистана до 23 лет. Со второй половины 2012 — главный тренер клуба «Андижан». В конце 2014 года написал заявление об отставке.
С марта 2018 года по февраль 2020 года возглавлял юношескую сборную Узбекистана по футболу до 16 лет. Под его руководством команда прошла отборочную квалификацию на чемпионат Азии-2020 и готовилась к турниру, который должен был состоялся в Бахрейне с 16 сентября по 3 октября 2020 года, но из-за пандемии COVID-19 был перенесён на 2021 год.

## Достижения

### Как игрок

#### «Пахтакор»
- Обладатель Кубка первой лиги СССР (2): 1988, 1989
- Обладатель Кубка Узбекистана: 1997
- Чемпион Узбекистана: 1998

#### «Мохаммедан»
- Серебряный призёр чемпионата Бангладеш: 1992
- Лучший бомбардир чемпионата Бангладеш: 1992 (17 голов)

#### «Навбахор»
- Обладатель Кубка Узбекистана: 1992

#### «Паханг»
- Чемпион Малайзии: 1994

#### «Аль-Вахда»
- Чемпион первой лиги Саудовской Аравии по футболу: 1996

#### Сборная Узбекистана
- Чемпион Азиатских игр: 1994

### Как тренер

#### «Ардус»
- Чемпион Узбекистана по мини-футболу: 2005

### Государственные награды
- Медаль «Шухрат»[12]

## Семья
Жена Умида, дочь Алиа, сын Амир Салех